# Diurnea
Diurnea é um gênero de traça pertencente à família Agonoxenidae.